# Blå blå känslor (musikalbum)
 Blå blå känslor är ett studioalbum från 2014 av Drifters.

## Låtlista
1. Jag räknar ner
2. Here You Come Again
3. Blå blå känslor
4. Ingen av oss förstår
5. Du bara du
6. Måndag morgon
7. Smultron på ett strå (sommarversion)
8. Louisiana
9. Det är kanske försent
10. Böna och be
11. Lugn efter en storm (Calm after the Storm)
12. You Can't Love Me Too Much
13. Nu ser jag livet genom tårar
14. Mitt hjärta finns kvar här ändå

## Listplaceringar
| Lista (2014) | Topplacering |
| ------------ | ------------ |
| Sverige      | 18           |

### Fotnoter
1. ↑  ”Blå blå känslor”. Ginza musik. 1 mars 2014. Arkiverad från originalet den 29 december 2014. https://web.archive.org/web/20141229155440/http://www.ginza.se/product/drifters/bla-bla-kanslor-2014/445668/. Läst 29 december 2014.
2. ↑  ”Blå blå känslor”. Swedishcharts. 1 mars 2014. http://swedishcharts.com/showitem.asp?interpret=Drifters&titel=Bl%E5+bl%E5+k%E4nslor&cat=a. Läst 29 december 2014.